# Erioptera subcynthia
Erioptera subcynthia är en tvåvingeart som beskrevs av Alexander 1967. Erioptera subcynthia ingår i släktet Erioptera och familjen småharkrankar. Inga underarter finns listade i Catalogue of Life.